# Cave (Roma)
Cave é uma comuna italiana da região do Lácio, província de Roma, com cerca de 9.519 habitantes. Estende-se por uma área de 17 km², tendo uma densidade populacional de 560 hab/km². Faz fronteira com Castel San Pietro Romano, Genazzano, Palestrina, Rocca di Cave, Valmontone.

## Demografia
| Variação demográfica do município entre 1861 e 2011                               |
|                                                                                   |
| Fonte: Istituto Nazionale di Statistica (ISTAT) - Elaboração gráfica da Wikipedia |